# De progressiva
De Progressiva (lettiska: Progresīvie) är ett socialdemokratiskt parti i Lettland, grundat den 25 februari 2017. Partiet har som ett av sina viktigaste mål att införa en välfärdsstat av nordisk modell i Lettland. Partiet förespråkar bland annat ett progressivt skattesystem, miljövänliga reformer, kamp mot korruption och att BNP-begreppet som övergripande mått på utveckling slopas till förmån för begrepp som tar hänsyn till jämlikhet, lycka, hbtq-rättigheter med mera.